# Аванесов, Эдуард Сергеевич
Эдуа́рд Серге́евич Аване́сов (30 января 1932, Ашхабад — 8 августа 1995, Ташкент) — узбекский советский спортивный журналист, комментатор. Прозаик, поэт, сценарист. Спортсмен, мастер спорта СССР по тяжелой атлетике. Чемпион Спартакиады республик Средней Азии и Казахстана. Главный тренер сборной Узбекистана по тяжёлой атлетике (1967—1976). Заслуженный тренер Узбекской ССР.

## Биография
Родился в Ашхабаде в армянской семье. Окончил Ашхабадский юридический институт и Ташкентский государственный институт физической культуры.
Работал собственным корреспондентом спортивных изданий — «Футбол», «Советский спорт», «Советский патриот», «Правда Востока», «Физкультурник Узбекистана», на Узбекском телевидении.
Инициатор выпуска футбольной литературы на узбекском языке.

## Творчество
Автор книг на спортивную тему:
- «Зарубежные орбиты „Пахтакора“,
- „Маршруты Золотой богини“,
- „Бомбардир из Ташкента Геннадий Красницкий“

Автор-составитель футбольных календарей-справочников и программ:
- „Футбол 69“ (Ташкент, 1969)
- „Футбол 1971“ (Ташкент, 1971)
- „Футбол 72“ (Ташкент, 1972)
- „Футбол 1973“ (Ташкент, 1973)
- „Футбол 1974“ (Ташкент, 1974)
- „Футбол-78“ (Ташкент, 1978)
- „Футбол-79“ (Ташкент, 1979)
- „Футбол-83“ (Ташкент, 1983)
- „Футбол-86“ (Ташкент, 1986)
- „Футбол. 50 чемпионат СССР“ (Ташкент, 1987)
- „Футбол-88“ (Ташкент, 1988)
- „Футбол-89“ (Ташкент, 1989)
- „Футбол-90“ (Ташкент, 1990)
- „Пахтакор“-91. Программа сезона» (Ташкент, 1991)
- «Футбол 1991. Второй круг» (Ташкент, 1991)

Э. Аванесов — автор сценариев документальных фильмов «Три штриха Спартакиады», «Рапира Сабира», «Белый мяч на зеленой траве», «Чемпион мира Руфат Рискиев» и др.
Выпустил сборник стихов.
Летят года, но боль не утихает,

Печаль моя взлетела выше гор.

На перелёте птицы погибают,

Погиб и ты в полёте, «Пахтакор»…
Похоронен в Ташкенте на Бо́ткинском кладбище.